# Festival international du film de La Roche-sur-Yon 2019
Le Festival international du film de La Roche-sur-Yon 2019, 10e édition du festival, se déroule du 14 au 20 octobre 2019.

## Déroulement et faits marquants
Le 20 octobre 2019, le palmarès est dévoilé : le Grand prix du jury est remporté par le film portugais Vitalina Varela de Pedro Costa et le Prix spécial du jury par le film roumain L'Affaire collective (Colectiv) d'Alexander Nanau.

## Jury

### Compétition internationale
- Nicolas Pariser, réalisateur
- Lionel Baier, réalisateur
- Lolita Chammah, actrice

### Compétition nouvelles vagues
- Elena López Riera, réalisatrice
- Bady Minck, artiste plasticienne, réalisatrice
- Joao Matos, producteur

## Sélection

### En compétition internationale
- American Woman de Jake Scott  États-Unis
- Clemency de Chinonye Chukwu  États-Unis
- L'Affaire collective (Colectiv) d'Alexander Nanau  Roumanie
- Jeune Juliette d'Anne Émond  Canada
- Light of My Life de Casey Affleck  États-Unis
- Seules les bêtes de Dominik Moll  France  Allemagne
- The Hole in the Ground de Lee Cronin  Irlande
- Vitalina Varela de Pedro Costa  Portugal

### En compétition nouvelles vagues
- À la piscine de Consuelo Frauenfelder et Stefan Lauper  Suisse
- Arguments d'Olivier Zabat  France
- As Told to G/D Thyself de The Ummah Chroma  États-Unis
- Cavalcade de Johann Lurf  Autriche
- Goldie de Sam de Jong  États-Unis
- Hellhole de Bas Devos  Pays-Bas  Belgique
- Just Agree Then de Duncan Cowles et Ross Hogg  Royaume-Uni
- Les Sirènes du Chesnay d'Héléna Klotz  France
- Reconstructing Utøya de Carl Javér  Suède  Norvège  Danemark
- Säsong (Ridge) de John Skoog  Suède
- The Sasha de María Molina Peiró  Pays-Bas
- Tutto l'oro che c'è (Gold Is All There Is) d'Andrea Caccia  Italie
- X&Y d'Anna Odell  Suède  Danemark

### Film d'ouverture
- Play d'Anthony Marciano

### Film de clôture
- J'accuse de Roman Polanski

## Palmarès
- Grand prix du jury : Vitalina Varela de Pedro Costa
- Prix spécial du jury : L'Affaire collective (Colectiv) d'Alexander Nanau
- Prix Nouvelles Vagues : Hellhole de Bas Devos et X&Y d'Anna Odell
- Mention spéciale du jury Nouvelles Vagues : Cavalcade de Johann Lurf
- Prix du public : Abominable de Jill Culton
- Prix Trajectoires : Reconstructing Utøya de Carl Javér